# Grande Prêmio da Grã-Bretanha de 1984
Resultados do Grande Prêmio da Grã-Bretanha de Fórmula 1 realizado em Brands Hatch em 22 de julho de 1984. Décima etapa do campeonato, foi vencido pelo austríaco Niki Lauda, da McLaren-TAG/Porsche, com Derek Warwick em segundo pela Renault e Ayrton Senna em terceiro pela Toleman-Hart.

## Resumo
Mesmo punida pela FISA, a Tyrrell disputou a corrida britânica após um recurso à Suprema Corte do Reino Unido. Neste caso, Stefan Johansson substituiu Martin Brundle no Grande Prêmio da Grã-Bretanha, pois o britânico convalescia do acidente sofrido em Dallas.
Durante os treinos de sexta-feira, o venezuelano Johnny Cecotto sofreu uma colisão frontal ao perder o controle de sua Toleman entre as curvas Westfield e Dingle Dell, sofrendo um impacto a 240 km/h que quebrou as duas pernas do piloto, encerrando sua carreira.

## Classificação

### Treinos oficiais
| Pos.    | N.º | Piloto             | Construtor          | Q1       | Q2       | Grid    |
| ------- | --- | ------------------ | ------------------- | -------- | -------- | ------- |
| 1       | 1   | Nelson Piquet      | Brabham-BMW         | 1:14.568 | 1:10.869 | —       |
| 2       | 7   | Alain Prost        | McLaren-TAG/Porsche | 1:11.494 | 1:11.076 | + 0.207 |
| 3       | 8   | Niki Lauda         | McLaren-TAG/Porsche | 1:11.598 | 1:11.344 | + 0.475 |
| 4       | 11  | Elio de Angelis    | Lotus-Renault       | 1:11.734 | 1:11.573 | + 0.704 |
| 5       | 6   | Keke Rosberg       | Williams-Honda      | 1:13.740 | 1:11.603 | + 0.734 |
| 6       | 16  | Derek Warwick      | Renault             | 1:12.278 | 1:11.703 | + 0.834 |
| 7       | 19  | Ayrton Senna       | Toleman-Hart        | 1:11.890 | 1:13.991 | + 1.021 |
| 8       | 12  | Nigel Mansell      | Lotus-Renault       | 1:13.184 | 1:12.435 | + 1.566 |
| 9       | 27  | Michele Alboreto   | Ferrari             | 1:13.645 | 1:13.122 | + 2.253 |
| 10      | 15  | Patrick Tambay     | Renault             | 1:14.106 | 1:13.138 | + 2.269 |
| 11      | 14  | Manfred Winkelhock | ATS-BMW             | 1:13.713 | 1:13.374 | + 2.505 |
| 12      | 18  | Thierry Boutsen    | Arrows-BMW          | 1:15.355 | 1:13.528 | + 2.659 |
| 13      | 28  | René Arnoux        | Ferrari             | 1:14.281 | 1:13.934 | + 3.065 |
| 14      | 2   | Teo Fabi           | Brabham-BMW         | 1:17.731 | 1:14.040 | + 3.171 |
| 15      | 17  | Marc Surer         | Arrows-BMW          | 1:17.040 | 1:14.336 | + 3.467 |
| 16      | 5   | Jacques Laffite    | Williams-Honda      | 1:14.568 | 1:26.939 | + 3.699 |
| 17      | 22  | Riccardo Patrese   | Alfa Romeo          | 1:14.871 | 1:14.568 | + 3.699 |
| 18      | 23  | Eddie Cheever      | Alfa Romeo          | 1:15.113 | 1:14.609 | + 3.740 |
| 19      | 26  | Andrea de Cesaris  | Ligier-Renault      | 1:16.116 | 1:15.112 | + 4.243 |
| 20      | 25  | François Hesnault  | Ligier-Renault      | 1:17.384 | 1:15.837 | + 4.968 |
| 21      | 24  | Piercarlo Ghinzani | Osella-Alfa Romeo   | 1:16.466 | 1:16.829 | + 5.597 |
| 22      | 21  | Huub Rothengatter  | Spirit-Hart         | 1:17.665 | 1:16.759 | + 5.890 |
| 23      | 10  | Jonathan Palmer    | RAM-Hart            | 1:18.244 | 1:17.265 | + 6.396 |
| 24      | 9   | Philippe Alliot    | RAM-Hart            | 1:24.043 | 1:17.517 | + 6.648 |
| 25      | 3   | Stefan Johansson   | Tyrrell-Ford        | 1:18.450 | 1:17.777 | + 6.908 |
| 26      | 4   | Stefan Bellof      | Tyrrell-Ford        | 1:17.893 | 1:17.912 | + 7.024 |
| 27      | 30  | Jo Gartner         | Osella-Alfa Romeo   | 1:18.347 | 1:18.121 | + 7.252 |
| Fontes: |     |                    |                     |          |          |         |

### Corrida
| Pos.    | Nº | Piloto             | Construtor          | Voltas | Tempo/Diferença      | Grid | Pontos           |
| ------- | -- | ------------------ | ------------------- | ------ | -------------------- | ---- | ---------------- |
| 1       | 8  | Niki Lauda         | McLaren-TAG/Porsche | 71     | 1:29:28.532          | 3    | 9                |
| 2       | 16 | Derek Warwick      | Renault             | 71     | + 42.123             | 6    | 6                |
| 3       | 19 | Ayrton Senna       | Toleman-Hart        | 71     | + 1:03.328           | 7    | 4                |
| 4       | 11 | Elio de Angelis    | Lotus-Renault       | 70     | + 1 volta            | 4    | 3                |
| 5       | 27 | Michele Alboreto   | Ferrari             | 70     | + 1 volta            | 9    | 2                |
| 6       | 28 | René Arnoux        | Ferrari             | 70     | + 1 volta            | 13   | 1                |
| 7       | 1  | Nelson Piquet      | Brabham-BMW         | 70     | + 1 volta            | 1    |                  |
| 8       | 15 | Patrick Tambay     | Renault             | 69     | Turbo                | 10   |                  |
| 9       | 24 | Piercarlo Ghinzani | Osella-Alfa Romeo   | 68     | + 3 voltas           | 21   |                  |
| 10      | 26 | Andrea de Cesaris  | Ligier-Renault      | 68     | + 3 voltas           | 19   |                  |
| DSQ     | 4  | Stefan Bellof      | Tyrrell-Ford        | 68     | Desclassificado      | 26   | [ 7 ] [ nota 2 ] |
| 11      | 17 | Marc Surer         | Arrows-BMW          | 67     | + 4 voltas           | 15   |                  |
| 12      | 22 | Riccardo Patrese   | Alfa Romeo          | 66     | + 5 voltas           | 17   |                  |
| NC      | 21 | Huub Rothengatter  | Spirit-Hart         | 62     | Não classificado     | 22   |                  |
| Ret     | 25 | François Hesnault  | Ligier-Renault      | 43     | Pane elétrica        | 20   |                  |
| Ret     | 7  | Alain Prost        | McLaren-TAG/Porsche | 37     | Câmbio               | 2    |                  |
| Ret     | 12 | Nigel Mansell      | Lotus-Renault       | 24     | Câmbio               | 8    |                  |
| Ret     | 18 | Thierry Boutsen    | Arrows-BMW          | 24     | Pane elétrica        | 12   |                  |
| Ret     | 5  | Jacques Laffite    | Williams-Honda      | 14     | Bomba d'água         | 16   |                  |
| Ret     | 10 | Jonathan Palmer    | RAM-Hart            | 10     | Acidente             | 23   |                  |
| Ret     | 2  | Teo Fabi           | Brabham-BMW         | 9      | Pane elétrica        | 14   |                  |
| Ret     | 14 | Manfred Winkelhock | ATS-BMW             | 8      | Spun Off             | 11   |                  |
| Ret     | 6  | Keke Rosberg       | Williams-Honda      | 5      | Motor                | 5    |                  |
| DSQ     | 3  | Stefan Johansson   | Tyrrell-Ford        | 1      | Desclassificado      | 25   | [ 7 ] [ nota 2 ] |
| Ret     | 23 | Eddie Cheever      | Alfa Romeo          | 0      | Acidente             | 18   |                  |
| Ret     | 9  | Philippe Alliot    | RAM-Hart            | 0      | Acidente             | 24   |                  |
| Ret     | 30 | Jo Gartner         | Osella-Alfa Romeo   | 0      | Acidente             | 27   |                  |
| DNQ     | 20 | Johnny Cecotto     | Toleman-Hart        |        | Acidente nos treinos |      |                  |
| Fontes: |    |                    |                     |        |                      |      |                  |

## Tabela do campeonato após a corrida
| Pos.    | Piloto          | Pontos |
| ------- | --------------- | ------ |
| 1       | Alain Prost     | 34,5   |
| 2       | Niki Lauda      | 33     |
| 3       | Elio de Angelis | 26,5   |
| 4       | René Arnoux     | 23,5   |
| 5       | Keke Rosberg    | 20     |
| Fontes: |                 |        |

| Pos.    | Construtor          | Pontos |
| ------- | ------------------- | ------ |
| 1       | McLaren-TAG/Porsche | 67,5   |
| 2       | Ferrari             | 34,5   |
| 3       | Lotus-Renault       | 32,5   |
| 4       | Renault             | 26     |
| 5       | Williams-Honda      | 24     |
| Fontes: |                     |        |

- Nota: Somente as primeiras cinco posições estão listadas. Entre 1981 e 1990 cada piloto podia computar onze resultados válidos por temporada não havendo descartes no mundial de construtores.